# Бекбергенов, Махамбет
Махамбет Бекбергенов (1914, Аулие-Ата, Сырдарьинская область, Туркестанский край, Российская империя — 1989, Джамбул, Казахская ССР) — слесарь-монтажник на строительстве Джамбулской ТЭЦ треста «Джамбулхимпромстрой» Южно-Казахстанского совнаркома, Казахская ССР. Герой Социалистического Труда (1962). Депутат Верховного Совета Казахской ССР 6-го созыва.

## Биография
Родился в 1914 году в городе Аулие-Ата (сегодня — Тараз). Происходит из рода жаныс племени дулат С 1932 года трудился разнорабочим. С 1942 года — монтажник на строительстве различных эвакуированных и новых промышленных объектов на Урале. После войны трудился на строительстве металлургического комбината (сегодня — «Узметкомбинат») в Бекабаде, Узбекская ССР.
С 1952 года — бригадир слесарей-монтажников треста "«Джамбулхимпромстрой» в Джамбуле. Бригада под его руководством возводила корпуса Джамбулского суперфосфатного завода, десятков промышленных объектов в Джамбуле, Жанатасе и Каратау, позднее строила Джамбулскую ТЭЦ. Одна из первых в Казахстане удостоилась почётного звания коммунистического труда. Указом Президиума Верховного Совета СССР от 20 сентября 1962 года удостоен звания Героя Социалистического Труда за «выдающиеся производственные успехи, достигнутые в области сооружения тепловых электростанций, производстве и освоении новых энергетических агрегатов» с вручением ордена Ленина и золотой медали «Серп и Молот» (№ 8302).
Избирался депутатом Верховного Совета Казахской ССР 6-го созыва (1963—1967), Джамбулского областного и городского Советов депутатов трудящихся.
После выхода на пенсию проживал в Джамбуле. Будучи пенсионером, преподавал в СПТУ-7. Умер в 1989 году.
Награды
- Герой Социалистического Труда
- Орден Ленина — дважды (08.08.1950; 1962).
- Почётный гражданин Джамбула (1974)